# 運行管理者試験センター
公益財団法人運行管理者試験センター（うんこうかんりしゃしけんセンター）は、2000年（平成12年）設立。元国土交通省所管の財団法人。略称は「NECO」（The National Examination Center for Motor Vehicle Operation Managerの頭文字から）。

## 概要
- 所在：東京都新宿区荒木町20　インテック88ビル4階
- 理事長：野間耕二
- 会長：長江啓泰

2012年（平成24年）4月1日より「公益財団法人」の認定を受け、新たに発足

## 事業
- 運行管理者試験を行う。